# セント・マロ

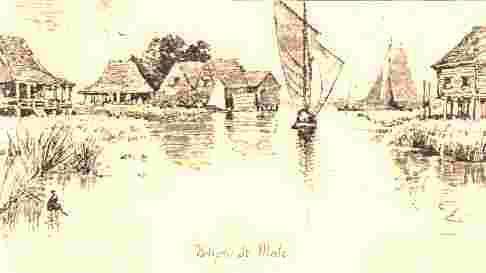
セント・マロの風景（ハーンの記事に添えられた図版）

セント・マロ（Saint Malo）は、ルイジアナ州セントバーナード郡のボーン湖畔に存在していた小さな漁村である。18世紀中期から20世紀初めに1915年のニューオリンズ・ハリケーンで破壊されるまで存在していた。マニラ・ガレオン貿易ゆかりの、アメリカ合衆国最初のフィリピン人居住地であり、アジア人初の居住地とも考えられている。

## 村名の由来
セント・マロの名は、逃亡奴隷グループのリーダー、ジャン・サン・マロに因む。1784年、 サン・マロをリーダーとする逃亡奴隷グループはボーン湖の湿地帯へ逃げたがスペイン軍に捕まり、1784年6月19日にニューオーリンズのセント・ルイス大聖堂前の広場（今のジャクソン・スクウェアで絞首刑に処された。

## 起源
セント・マロは、1763年にマニラ・ガレオン貿易に従事するスペイン船から逃亡したフィリピン人によって設立された。また、セント・マロが1812年以降に設立されたとする記録もある。逃亡の理由は様々だが、スペイン人による暴力に耐えかねた場合が多かったとされる。彼らはスペイン人居住地から遠い、ルイジアナ州の湿地帯に居住し、この地域に住んだ人はマニラメン（Manilamen）、後にタガラス（Tagalas）と呼ばれた。彼らは100年以上に渡り自治を行い、ひっそりと暮らしていた。
1883年にニューオーリンズのジャーナリストラフカディオ・ハーンがハーパーズ・ウィークリーに寄稿した記事によって彼らの存在がアメリカ人に知られることになった。

## 位置
セント・マロは、シェル・ビーチという漁村から5マイル（8.0 km）東にあるセント・マロバイユーに面していた。

## 住居
ハーンの記録によると、彼らは小さな高床建物の家に住んでいたが、パルメット（低木のヤシ）や背の高い草で編んだ家はハリケーンが頻繁に襲来する過酷な自然環境に耐えられる物ではなかった。湿地帯では強靭な建材が見つからなかった為、材木などはルイジアナの他の地域から船で運んで来た。湿地帯の蚊などの害虫から身を守る為に全ての窓に網を張り、多くのアメリカアリゲーターなどの爬虫類や他の動物にも注意しなければならなかった。家具、テーブル、椅子、ベッドなどは無かった。寝具は、パイナップル科チランジア属の植物サルオガセモドキをマットレスの様に使っていた。ハーンの記録によると、漁師は夜になると、「小麦粉の樽、畳んだ帆、魚の燻製に囲まれて」寝た。

## 生活様式

### 食物
魚：油と酢を付けて食べ、生魚を食べていても病気にはかからなかった。
フィリピン人の主食である、米はごく稀に食べられた。

### 宗教
マニラメンは主にカトリック信者だったが、近隣のニューオリンズから聖職者が訪ねていたかどうかは分かっていない。

### 行政
税制や警察は無く、独自のルールを持っていた。
論争が起こると、村の最長老の者が仲裁し、これに従わない者、或は問題を起す者は、フィッシュカー（“fish-car”）と呼ばれる急ごしらえの牢獄に投獄された。フィッシュカー内の環境は過酷で食事も与えられなかった為に、問題を起こした者は通常判決に従った。村はセントバーナード郡の行政区内だが、ルイジアナ政府の役人や、税務署員が訪れたことは1度も無かった。

### 家族
女性は基本的に住んでおらず、ハーンが訪れたときには女性は一人もいなかった。過酷で孤立した環境の為、家族を持つ者はニューオーリンズなどに妻子を住まわせていた。
フィリピン人の女性が居なかった為、マニラメンはケイジャンやインディアンなどの女性と結婚した。ニューオーリンズの学校に子供を通わせる者もいた。

## 米英戦争時
マニラメンは米英戦争のニューオーリンズの戦い（1815年）に参加し、フランスの海賊ジャン・ラフィットとともにアンドリュー・ジャクソン軍に加わった。
1815年1月8日、エドワード・パケンハム率いる約8,000人のイギリス兵はニューオリンズを制圧しようとしていた。それに対しアンドリュー・ジャクソン率いるアメリカ兵は約1,500人、歴史家マリーナ・エスピナ（Marina Espina）によると、アメリカ軍は通常の軍隊、市民軍、狙撃手、2連隊、ミシシッピ川デルタの海賊によって構成されていた。この海賊にセント・マロの村民が含まれていたか、或はそれを指していると思われる記録がある。当時スペイン語をその地域で話す人々はマニラメンだけであったため、この海賊はボーン湖畔地域の"スペイン系漁師"  ("Spanish fishermen") と説明されている。

## その後
セント・マロは1915年のニューオリンズ・ハリケーンによって破壊され、生存者は再建をあきらめてニューオーリンズに移住した。

## その多のフィリピン人居住地
セント・マロは合衆国内最古のフィリピン人居住地だが、居住地はその他にもあった。メキシコ湾沿いのミシシッピデルタのバラタリア湾にあったマニラ・ヴィレッジは最大で、最も有名であった。この他プラークミンズ郡にはアロンブロ・カナル（Alombro Canal）とキャンプ・デューイ（Camp Dewey）、ジェファーソン郡にはレオン・ロハス（Leon Rojas）、バイユー・ショラス（Bayou Cholas）とバッサ・バッサ（Bassa Bassa）があった。マニラ・ヴィレッジの家屋は高床建物で50エーカー (200,000 平方メートル) の湿地に建てられ、1965年にハリケーン・ベッツィーによって破壊されるまで存続した。フィリピン人がこの地域にもたらした文化には、干しエビの生産が含まれる。これはフランス語の「シス・バルブ」（"six barbe"、「6本のひげ」）に由来する「シー・ボブ」（"sea bob"）という名称で知られている。干しエビの生産は今日でもケイジャンによって行われている 。マニラメンの子孫たちの中には今でも「混血のアメリカ人」としてルイジアナ州に居住する人々がいる。
ルイジアナ以外では、フィリピン人はメキシコ各地に居住地を見つけた。彼らはスペイン語を話した為、アメリカ合衆国より容易に適応した。